# Bundesgymnasium Dornbirn
Das Bundesgymnasium Dornbirn (kurz BG Dornbirn oder BGD) ist ein Bundesgymnasium in der österreichischen Stadt Dornbirn im Bundesland Vorarlberg. Sowohl Ober- als auch Unterstufenschüler im Alter von etwa 10 bis 18 Jahren werden im ersten Dornbirner Gymnasium unterrichtet.
Zur Unterscheidung des eher sprachlich geprägten BG Dornbirn vom zweiten Dornbirner Gymnasium, dem Bundesrealgymnasium und Bundesoberstufenrealgymnasium Dornbirn-Schoren, wird das BGD umgangssprachlich oft als „Stadtgymnasium“ bezeichnet. Es wurde 1852 als Unterrealschule gegründet. Schulträger des Bundesgymnasiums Dornbirn ist das Bundesministerium für Unterricht, Kunst und Kultur, also die Republik Österreich. Am Gymnasium wurden Ende des Schuljahres 2022/23 826 Schüler in 33 Klassen unterrichtet.

## Geschichte

### Die Anfänge
Den ersten Vorgänger des BG Dornbirn gründete der Lehrer Franz Martin Kalb, der um 1835 eine private Fortbildungsschule in Dornbirn betrieb. Ende der 1840er Jahre eröffnete Karl von Müller eine Handels- und Gewerbeschule, die auch nach seiner Übersiedelung 1851 nach Innsbruck und Wien weiterbetrieben wurde. Ab 1852 wurde sie als Unterrealschule weitergeführt und 1869 in eine zweiklassige Knaben-Fortbildungsschule umgewandelt, 1878 wurde sie in eine Realschule umgewandelt und erhielt ein Jahr darauf das Öffentlichkeitsrecht.

### Habsburgermonarchie
Nachdem bis zum Schuljahr 1894/95 eine vierstufige Realschule daraus entstanden war, wurde um die Jahrhundertwende der Ruf der Dornbirner Industriellen nach einer Oberstufenschule laut. Begründet wurde der Wunsch damit, dass in Vorarlberg zwar schon drei Gymnasien existierten, jedoch eine Ober-Realschule nach wie vor ausständig war. Als Fürsprecher einer Verstaatlichung der Dornbirner Realschule trat insbesondere der Dornbirner Industrielle Theodor Hämmerle auf, der eine entsprechende Denkschrift persönlich in Wien an den Unterrichtsminister übergab. Dem Wunsch wurde schließlich im September 1901 mit der Übernahme der Dornbirner Realschule in staatliche Verwaltung entsprochen. Bis zum Jahr 1903 wurde sie in eine siebenstufige k.k. Oberrealschule ausgebaut. Das heute noch genutzte neue Schulgebäude im Herzen der Stadt Dornbirn wurde 1904 bezogen. Die Oberrealschule war zunächst vornehmlich den Söhnen der reichen Dornbirner Textilindustriellen vorbehalten, jedoch kam im Jahr 1911 mit Gertrud Cäsar, der Tochter des Filialdirektors der böhmischen Unionsbank, die erste Schülerin in die Oberrealschule.

#### Während des Ersten Weltkrieges
Laut Stärk habe die Schule nur wenigen Ereignissen von 1914 bis 1918 Bedeutung geschenkt, wie der 1916 erfolgten Fertigstellung der Turnhalle und dem Bau des Direktorhauses.

„Durch eine solche sich auf wenige Tatsachen beschränkende Darstellung geht freilich ein anderer, wesentliches Gesichtspunkt verloren, der bei der Durchsicht der […] Jahresberichte […] erkennbar wird. Die Dornbirner Realschule kann keineswegs bloß als hilfloses Opfer widriger Zeitumstände gelten, sondern war mit den politischen, militärischen, wirtschaftlichen und sozialen Verhältnissen der Zeit in hohem Maße verknüpft. […] Wie mehr oder weniger alle Schulen [...] hat sie […] in ihrem relativ kleinen Wirkungsbereich auf vielfältige Weise dazu beigetragen, daß der Krieg geführt werden konnte. Die Verflechtung war so weitreichend, daß man […] von einer Militarisierung des Schullebens sprechen kann.“

1913 wurde bereits als Freifach Schießunterricht angeboten, an dem fast alle Schüler der sechsten und siebten Klasse teilnahmen. In den Kriegsjahren prägte dann der andauernde Krieg den Schulalltag. Da es auch in der Landwirtschaft zu einem Mangel an Arbeitskräften kam, wurden die Schüler zur Erntearbeit verpflichtet, sodass der Unterricht teils komplett eingestellt werden musste.
Schon im ersten Kriegsjahr wurden Schüler eingezogen oder meldeten sich freiwillig, teils mussten auch Lehrer einrücken.
1916 musste das Schulgebäude auf behördliche Anordnung geräumt werden, weil es anfangs als Notreservespital und später als Station für feindliche Austauschverwundete diente, die in den Klassenräumen und in der Turnhalle untergebracht wurden. In dieser Zeit wurde der Unterricht in einem anderen Gebäude abgehalten.

### Erste Republik
Nach Ende des Kriegs und dem Zusammenbruch der Habsburgermonarchie wurde die k.k Oberrealschule mit dem Schuljahr 1921/22 in Bundesrealschule umbenannt.
Die Nachkriegsjahre standen ganz im Zeichen des wirtschaftlichen Notstandes, der den Schulbetrieb bis 1920 stark einschränkte. Des Weiteren stand das eigentliche Schulgebäude bis Dezember 1918 nicht zur Verfügung. Ein anderes Problem war das Fehlen von Heizmaterial in den Wintermonaten. Darum mussten teils die Weihnachtsferien verlängert und der Unterricht in den Volksschulen Markt und Oberdorf durchgeführt werden. Im Schuljahr 1921/22 kam die Schule in solch finanzielle Probleme, dass jeder Schüler den Zeugnisdruck mit 80 Kronen finanzieren musste.
Dass sich die Jugendlichen nicht mehr wie zu Zeiten der Monarchie verhielten, war vielen Lehrern und dem Direktor ein Dorn im Auge. So durften die Schüler die Dornbirner Umgebung nur mit Genehmigung des Klassenvorstands verlassen. Auch Restaurantbesuche wurden stark eingeschränkt, Ballbesuche mussten vom Direktor erlaubt werden. Die sich verändernde Gesellschaft und die viel zu hohe Schüleranzahl in den Klassen – teils über 50 Schüler – erschwerten es, die Autorität des Lehrkörpers und der Schule wiederherzustellen.

### Ständestaat
Eine der ersten Änderungen der christlichsozialen Regierung, welche die Realschule betraf, war die Vorverlegung des Fremdsprachenunterrichts auf die erste Klasse (1927 wurde er auf die zweite Klasse verschoben), um einen Übertritt von der Hauptschule zu erschweren und somit eine Elitebildung zu verstärken. Auch sollten Mädchen diskriminiert werden, indem sie beispielsweise hinten in den Klassen sitzen sollten, allerdings wurde das von den Lehrern vehement abgelehnt.
Die Situation für die Lehrer verschlechterte sich zunehmend, sie mussten der „Vaterländischen Front“ beitreten und im Unterricht die politischen und weltanschaulichen Ziele des Ständestaates propagieren.
Auch rückte die religiöse Erziehung in den Vordergrund, so wurden die katholischen Schüler verpflichtet, an allen Sonn- und hohen Feiertagen an der Messe teilzunehmen. Treibende Kraft an der Realschule war der Religionsprofessor Christian Hiller, der seit 1907 dort unterrichtete, 1934 Mitglied des Vorarlbergs Landtags wurde und der „Vaterländischen Front“ angehörte. Er hielt in der Kapelle im dritten Stock des Gebäudes, die später von den Nationalsozialisten in einen Festsaal umgewandelt wurde, häufig Messen.
Während des Ständestaates wurde das Schulleben zunehmend militarisiert. 1934 wurde in Vorarlberg die erste vaterländische Jugendorganisation „Österreichisches Jungvolk“ gegründet. An der Realschule waren laut eigenen Aussagen rund die Hälfte der männlichen Schüler Teil dieser Organisation. Einmal die Woche fanden sich die Mitglieder auf dem Schulhof zum Exerzieren ein. Neben dem Sportunterricht mussten auch andere Fächer wie Geografie, Physik oder Chemie für die Militarisierung herhalten.

### NS-Diktatur
Nach dem Anschluss Österreichs wurde die österreichisch-vaterländische Erziehung durch nationalsozialistische Propaganda ersetzt. Ab dem 28. März 1938 mussten alle Lehrer den Führereid ablegen. Im März 1938 wurden drei Lehrer – Direktor Emil Schneider, Religionslehrer Christian Hiller und Professor Johann Kober – vom Dienst suspendiert, Letzterer sogar inhaftiert. Hiller war zeitweise in Gestapo-Haft und hatte Gauverbot. Ein anderer Lehrer ging von sich aus in den Ruhestand. Alle weiteren Lehrer traten im Juni 1938 geschlossen dem „NS-Lehrerbund“ bei. Neben den Christsozialen befanden sich auch einige Sympathisanten des Nationalsozialismus, die der NSDAP beitraten und in der SS, SA oder im NS-Fliegerkorps aktiv wurden, in ihren Reihen. Professor Othmar Anderle trieb es auf die Spitze: Er erschien kurz nach dem Anschluss in SS-Uniform im Unterricht. Sein Opportunismus und sein „Rauswurf“ aus der SS sorgten aber für Spott, sodass er sich an eine Schule in der Steiermark versetzen ließ.
Die Schule wurde von den neuen Machthabern in Staatliche Oberschule für Jungen in Dornbirn umbenannt, obwohl dann auch Mädchen unterrichtet wurden. Ihre Anzahl ging trotzdem im Vergleich vor 1938 deutlich zurück.
In allen Klassen wurde ein Bild Hitlers aufgehängt, Hakenkreuzfahnen wurden für die zahlreichen nationalsozialistischen Feiern und Kundgebungen angeschafft. Als Amtssiegel für die Zeugnisse wurde fortan ein Stempel mit einem Hakenkreuz und der Aufschrift „Deutsche Oberschule Dornbirn“ verwendet.
In der Schule herrschte ein militärischer Ton, die Lehrer wurden im Dienstverkehr als „Kameraden“ oder „Gefolgschaftsmitglieder“ bezeichnet, die Klassenvorstände gelegentlich als „Klassenkommandant“. Von den Schülern wurde strengste Disziplin erwartet.

„Für die politische Erziehung der Schüler wurde […] durch Filmvorführungen, Vorträge, Ausstellungsbesuche, Sammelaktionen und – nicht zuletzt – durch den normalen Unterricht [gesorgt]. Daneben ist zu beachten, daß ein Großteil der Schüler ja bei der ‚Hitlerjugend‘ aktiv war und hier [...] im Geiste des Nationalsozialismus zum Dienst am Volk […] erzogen wurde. Daß durch die Sonderstellung der HJ gegenüber der Schule der normale Unterricht stark beeinträchtigt wurde […], wurde von den Machthabern […] geradezu gefördert – entsprach es doch dem totalen […] Erziehungsanspruch des Nationalsozialismus, daß weniger auf die intellektuelle Ausbildung der Schüler Wert gelegt wurde als vielmehr auf die politisch-weltanschauliche und ‚wehrgeistige‘ Erziehung.“

Als Oberstufenlektüre diente unter anderem ein Auszug aus „Mein Kampf“. Auch der Mathematikunterricht wurde nicht verschont, es wurden Aufgaben mit Kriegsbezug gerechnet. Der Französisch- und Zeichenunterricht musste auch für das Verbreiten nationalsozialistischen Gedankenguts herhalten. Der Turnunterricht war leistungsorientiert, um die Schüler auf den Krieg vorzubereiten. Volk, Wehr, Rasse und Führertum waren die Richtpunkte des Ministeriums für den Sportunterricht. Forciert wurden Mannschaftssportarten wie Fußball oder Kampfsportarten wie Boxen. In Skilagern wurde nationalsozialistisches Gedankengut verbreitet. Die Wochenstunden, die auf Sport entfielen, wurden von drei auf fünf erhöht. Während Sport gefördert wurde, stand Religion auf der Abschussliste. Mit Herbst 1938 wurde das Schulgebet abgeschafft und durch Naziparolen ersetzt, die Kruzifixe in den Klassen wurden entfernt. Die Kapelle im dritten Stock wurde in einen „Festsaal“ umgewandelt. Mit dem Schuljahr 1940/41 wurde der Religionsunterricht komplett abgeschafft.

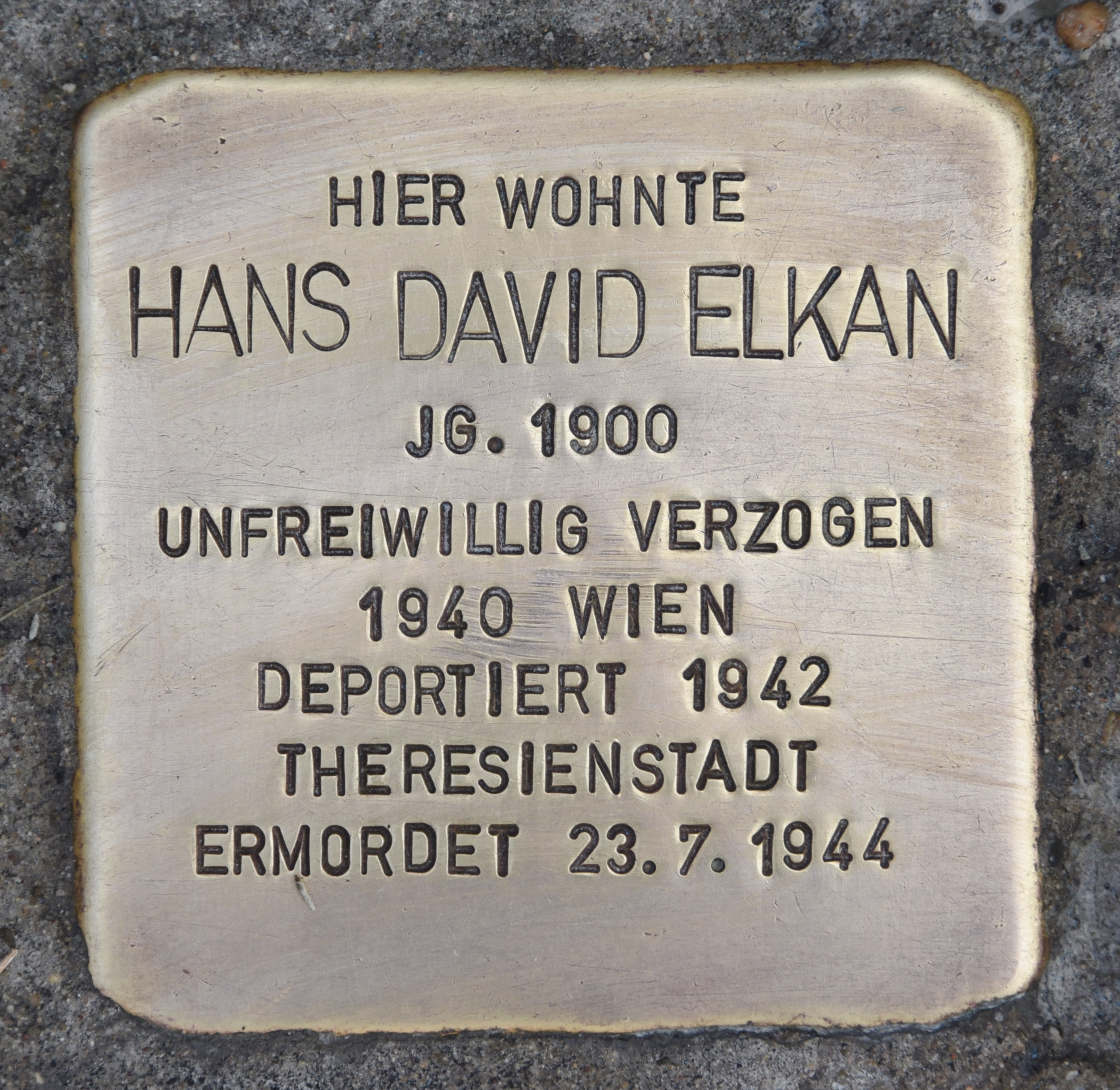
Stolperstein für Hans David Elkan in Hohenems

Im Zweiten Weltkrieg sind schätzungsweise 70 Realschüler gefallen.

#### Hans Elkan
Hans David Elkan, der von 1935 bis 1937 an der Realschule Geschichte, Geografie und Philosophischen Einführungsunterricht unterrichtete, gehörte der Hohenemser Judengemeinde an. 1940 zwangen ihn die Nationalsozialisten, Hohenems zu verlassen und mit seinen Eltern nach Wien zu übersiedeln, von wo aus er 1942 ins KZ Theresienstadt deportiert und 1944 ermordet wurde.

### Zweite Republik
Nach der Befreiung Österreichs von der NS-Diktatur wurde die Entnazifizierung vorangetrieben, in Vorarlberg jedoch nur oberflächlich, wo nur 4 % der Mittelschullehrer aus dem Schuldienst wegen politischer Gründe entlassen wurden, im Vergleich zu Wien mit 52 %. Direktor Wilhelm Thurnher war allerdings nicht um eine Entlassung ehemaliger Nationalsozialisten bemüht, sondern um eine Verhinderung ebenjener, so konnten die 17 Lehrpersonen weiterhin unterrichten, obwohl zwölf ehemalige Mitglieder der NSADP und drei Parteianwärter waren.
Auch herrschte ein großer Raummangel, denn das Gebäude war nur für 250 Schüler konzipiert worden. Eine Kooperation mit der Messe Dornbirn schaffte Abhilfe, im neu gebauten Messehochhaus (gegenüber der Schule in nördliche Richtung gelegen) wurden im Jahr 1959 fünf Klassenzimmer bezogen. Im Februar 1965 wurde der Antrag der Direktion für die Aufstockung und den Bau eines weiteren Schulgebäudes in Dornbirn genehmigt. Die Aufstockung und die Generalsanierung wurden 1967 begonnen und 1971 fertiggestellt. Bis 1973 wurden zwei Turnhallen errichtet, die alten abgerissen. Besserung gab es allerdings auch nach der Fertigstellung des BORG Schoren 1973 und der Aufstockung nicht. Im Schuljahr 1978/79 mussten abermals fünf Klassenräume im Messehochhaus eingerichtet werden. In den Jahren 1984 und 1985 wurden schließlich nach jahrelangen Verhandlungen mit den Behörden die Turnhallen aufgestockt (heute als „Turnhallentrakt“ bezeichnet) und zehn neue Klassenräume geschaffen.
Baulich wurde die Schule 2013 erweitert, als schließlich der Neubau, südöstlich auf dem Gelände des BG Dornbirns gelegen, bezogen werden konnte. Für das Vorhaben wurden 2,4 Millionen Euro veranschlagt. Im Zuge des Neubaus entstand eine neue Kantine und eine dritte Turnhalle. Der Sportplatz wurde ebenfalls modernisiert. Aufgestockt wurde der Neubau 2018, um einen Raum für die Ganztagsklassen zu schaffen.
Bevor 1975 das Messezentrum in Dornbirn-Schoren eröffnet wurde, fand die Dornbirner Messe unter anderem in den Räumlichkeiten des BGDs statt.
Seit 12. September 2010 ist das Bundesgymnasium Dornbirn eine UNESCO-Schule.
Am 2. Juni 2014 wurde dem Gymnasium im Umweltministerium in Wien von Umweltminister Andrä Rupprechter (ÖVP) und Bildungsministerin Gabriele Heinisch-Hosek (SPÖ) das Umweltzeichen verliehen, am 20. März 2019 wurde es erneut verliehen, dieses Mal von Umweltministerin Elisabeth Köstinger (ÖVP) und Bildungsminister Heinz Faßmann (ÖVP).

## Curriculum
Ab der ersten Klasse wird als erste Fremdsprache Englisch unterrichtet, in der dritten Klasse haben die Schüler die Möglichkeit, zwischen Latein, Französisch und Spanisch als zweite Fremdsprache zu wählen. In der fünften Klasse bekommen die Schüler, die Spanisch oder Französisch als zweite Fremdsprache haben, Latein als dritte, jene, die Latein als zweite Fremdsprache haben, Spanisch.
Mit dem Schuljahr 2009/10 wurde das Realgymnasium für Kultur und Ökonomie („Wirtschaftszweig“) als Alternative zum klassischen Gymnasium geschaffen, bei dem neben der Wirtschaft auch Internationalität, Kultur, Naturwissenschaft und Praxisbezug im Fokus steht. Ab der sechsten Klasse wird anstelle einer dritten Fremdsprache Betriebs- und Volkswirtschaftslehre unterrichtet, mit der Möglichkeit, in der achten Klasse den Unternehmerführerschein der Wirtschaftskammer zu machen.

## Bekannte Schüler
- Christian Bernhard, Landesrat seit 2012
- Wolfgang Blenk, ÖVP-Nationalratsabgeordneter 1970–1990
- Reinhard Eugen Bösch, FPÖ-Mitglied des Bundesrats 1994–1999 und FPÖ-Nationalratsabgeordneter 1999–2008
- Edwin Fasching, Theologe und Seelsorgeamtsleiter
- Edwin Oberhauser, Denkmalschützer
- Franz Grubhofer, ÖVP-Nationalratsabgeordneter 1945-1962 und Staatssekretär im Bundesministerium für Inneres 1956–1961
- Rudolf Hämmerle, Industrieller und ÖVP-Nationalratsabgeordneter 1962–1970
- Franz Hampl, Althistoriker
- Paula Köhlmeier, Schriftstellerin
- Josef Kolb, Physiker und Rektor der Universität Innsbruck 1970/71
- Elisabeth Kölblinger-Engelmann, ÖVP-Landtagsabgeordnete in Oberösterreich seit 2017
- Engelbert Luger, Bürgermeister von Dornbirn 1910–1926 und CS-Landtagsabgeordneter
- Hans Nägele, Chefredakteur des Vorarlberger Tagblatts
- Franz Ortner, Chefredakteur der Vorarlberger Nachrichten
- Dominik Ouschan, Fußballschiedsrichter
- Anton Plankensteiner, Vorarlberger Landeshauptmann 1938–1939
- Wolfgang Rümmele, Bürgermeister von Dornbirn von 1999 bis 2012 (Schüler und später auch Lehrer)
- Karl-Werner Rüsch, Landesrat 1976–1984 und FPÖ-Landtagsabgeordneter 1969–1974
- Hanno Settele, Radio- und Fernsehjournalist beim ORF
- Hans Sperger, Landesrat 1969–1976 und FPÖ-Landesparteiobmann 1970–1976
- Eugen Thurnher, Literaturwissenschaftler
- Günter Vetter, Unternehmer und Landesrat 1984–1989
- Harald Walser, Historiker, Gymnasialdirektor und Nationalratsabgeordneter der Grünen seit 2008
- Wolfgang Weber, Historiker
- Ernst Winsauer, Vorarlberger Landeshauptmann 1934–1938
- Thomas Winsauer, Abgeordneter zum Vorarlberger Landtag seit 2004

## Bekannte Lehrer
- Karl Drexel, österreichischer Reichsratsabgeordneter 1907–1911, Mitglied des Bundesrats und Nationalratsabgeordneter
- Emil Schneider, österreichischer Unterrichtsminister 1922–1926